# Бочков, Иван Васильевич
Ива́н Васи́льевич Бочко́в (17 сентября 1915 года — 4 апреля 1943 года) — лётчик-ас, Герой Советского Союза, участник советско-финской и Великой Отечественной войн. Одержал более двадцати воздушных побед, за свою доблесть был награждён орденами Ленина (дважды), Красного Знамени и Отечественной войны I степени, а также медалью «За отвагу».

## Биография
Родился 17 сентября 1915 года в деревне Филиппково (ныне — Барятинского района Калужской области) в крестьянской семье.
Получив неполное среднее образование, в 1928 году, приехал в Москву, где жил его старший брат, и стал работать землекопом. Затем окончил курсы шофёров и начал работать на заводе «Калибр», одновременно оканчивая обучение в аэроклубе. В 1937 году призван в ряды Красной армии. В 1939 году окончил Борисоглебское военное авиационное училище имени В. П. Чкалова, куда был направлен на учёбу.
Участвовал в советско-финской войне и за проявленную отвагу был награждён медалью.
На момент начала Великой Отечественной войны имел звание старшего лейтенанта, к февралю 1943 года был капитаном и начальником воздушно-стрелковой службы 19-го гвардейского истребительного авиационного полка, входившего в состав 7-й воздушной армии Карельского фронта.
Всего во время войны Бочков совершил 327 боевых вылетов, участвовал в 53 воздушных боях, лично сбил 7 и в составе группы 15 самолётов противника. Героические победы принесли известность лётчику — в шутку говорили, что враги поставили Бочкова в затруднительное положение, не оставив на его самолёте места для звёзд, обозначающих количество сбитых машин. Газета «Боевая вахта» даже призывала: «Лётчик! Будь таким же стойким, умелым и храбрым в бою, как гвардии капитан Иван Бочков!», но уже после гибели аса.
4 апреля 1943 года Иван Бочков и Павел Кутахов поднялись в небо по сигналу боевой тревоги. Бочков разбил строй вражеских самолётов, но заметил, что самолёт Кутахова оказался атакован, и поспешил на помощь. Жизнь боевого товарища была сохранена, но сам Бочков погиб. Он был захоронен в братской могиле на станции Шонгуй (Кольский район Мурманской области).
Сослуживцы Бочкова написали письмо его матери:
Здравствуйте, дорогие Федосья Никифоровна, мать нашего любимого боевого друга, и Аня, его сестра!
Дорогие! Поверьте нам, что потеря Вашего сына в бою это для меня и Кости большая и тяжёлая утрата. Ведь, мамаша, Вы можете представить, что мы всё время были вместе крепкими друзьями как в воздухе, так и на земле. Потеря Ванюши произошла 4.4.43 года в сильном воздушном бою, где нас было только два: я и он, а их 6 штук истребителей. Вот этот жаркий длительный бой вырвал из нашей лётной среды лучшего человека, мастера своего дела, имеющего самый богатейший опыт. Как и дрался как лев с заклятым врагом фашизмом. Мамаша - личный состав отомстит, Вашу просьбу выполнит. Жизнь и боевая работа идут по-прежнему. Вот пока всё.

До свидания. Остаёмся живы-здоровы. Кутахов и Фомченков.
1 мая 1943 года Ивану Васильевичу Бочкову присвоено звание Героя Советского Союза посмертно.

## Память
- в советское время пионерская дружина школы № 284 Дзержинского района города Москвы носила имя И. В. Бочкова[5]
- В честь Ивана Бочкова названы улицы в Москве, Мурманске и на станции Шонгуй.
- В посёлке Килпъявр, в котором базировался 19-й авиационный полк, и на улице Бочкова в Мурманске установлены мемориальные доски.
- Именем аса также назван головной траулер флота «Мурманрыбпрома»[6].
- В саду завода «Калибр», где начинал работать Иван Васильевич, стоит его бюст[1].
- На территории бывшей советской авиабазы Пютниц в Германии стоит барельеф Ивана Бочкова.